# Nikolaj Patrušev
Nikolaj Platonovič Patrušev (in russo Никола́й Плато́нович Па́трушев?; Leningrado, 11 luglio 1951) è un politico, generale ed ex agente segreto russo, a lungo ufficiale del KGB, dal 2008 Segretario del Consiglio di sicurezza della Federazione Russa e dal 1999 al 2008 Direttore del Servizio federale di sicurezza (FSB), l'organizzazione che ha sostituito il KGB sovietico (con esclusione dell'intelligence straniera).
Ha il grado di Generale d'Armata. Fa parte del circolo ristretto di Vladimir Putin in cui figurano anche Igor' Sečin, Aleksandr Bortnikov e Viktor Ivanov. Nel febbraio 2022 gli Stati Uniti hanno inflitto delle sanzioni contro Patrušev in seguito all'invasione russa dell'Ucraina.

## Biografia
Nato nel 1951 a Leningrado (oggi San Pietroburgo), Patrušev è figlio di un ufficiale della Marina sovietica che era anche membro del Partito Comunista dell'Unione Sovietica. Si è laureato nel 1974 presso l'Istituto di costruzione navale di Leningrado (in russo: Санкт-Петербургский государственный морской технический университет) e inizialmente ha lavorato come ingegnere nell'ufficio di progettazione navale dell'Istituto, ma poco dopo, nel 1975, è stato reclutato dal KGB.

### Nel KGB
Ha frequentato corsi di intelligence e sicurezza presso la Scuola del KGB a Minsk e successivamente presso la Scuola Superiore del KGB a Mosca (l'attuale Accademia dell'FSB). Successivamente, fu un ufficiale di sicurezza del KGB nella città di Leningrado e alla fine divenne capo dell'unità anti-contrabbando e anti-corruzione del KGB locale.

### Nel FSK e FSB

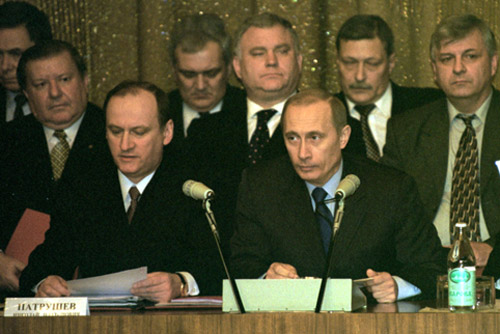
Patrušev, allora direttore del FSB, con il presidente russo Putin durante un incontro di vertice del servizio segreto nel 2002

Dopo il crollo dell'Unione Sovietica, Patrušev ha continuato a lavorare nei servizi di sicurezza e dal 1992 al 1994 è stato Ministro della Sicurezza della Repubblica di Carelia, mentre nel 1994 è stato nominato capo della Direzione della Sicurezza Interna della FSK, a Mosca.
Nel giugno 1995, Patrušev divenne vice capo del Dipartimento di Organizzazione e Ispezione dell'FSB. Da maggio ad agosto 1998 è stato capo della Direzione controllo dello Stato maggiore presidenziale; da agosto ad ottobre è stato Vice Capo di Stato Maggiore Presidenziale; nell'ottobre 1998 è stato nominato vicedirettore dell'FSB e capo della Direzione per la sicurezza economica. Nell'aprile 1999 è diventato primo vicedirettore dell'FSB. Il 9 agosto dello stesso anno, un decreto del presidente Boris El'cin lo ha promosso a direttore, sostituendo il suo caro amico Vladimir Putin. Patrushev è stato Direttore dell'FSB fino al 12 maggio 2008. 
Da gennaio 2001 all'agosto 2003 è stato capo del quartier generale operativo per la gestione delle operazioni antiterrorismo nella regione del Caucaso settentrionale. Il 28 agosto 2003 ha ufficialmente trasferito al ministro degli affari Interni Boris Gryzlov la guida dell'operazione antiterrorismo nel Caucaso settentrionale.
Dal febbraio 2006 al maggio 2008 è stato capo d'ufficio del Comitato nazionale antiterrorismo russo.
L'inchiesta pubblica del Regno Unito sull'avvelenamento nel 2006 dell'informatore dell'FSB Aleksandr Litvinenko ha rilevato che "l'operazione dell'FSB per uccidere Litvinenko è stata probabilmente approvata da Patrušev e anche dal presidente Putin".

### Consiglio di Sicurezza della Russia
Il 15 novembre 1999 Patrushev è stato nominato, con decreto presidenziale, membro permanente del Consiglio di sicurezza della Federazione Russa, un organo consultivo del presidente che elabora le sue decisioni sugli affari di sicurezza nazionale.

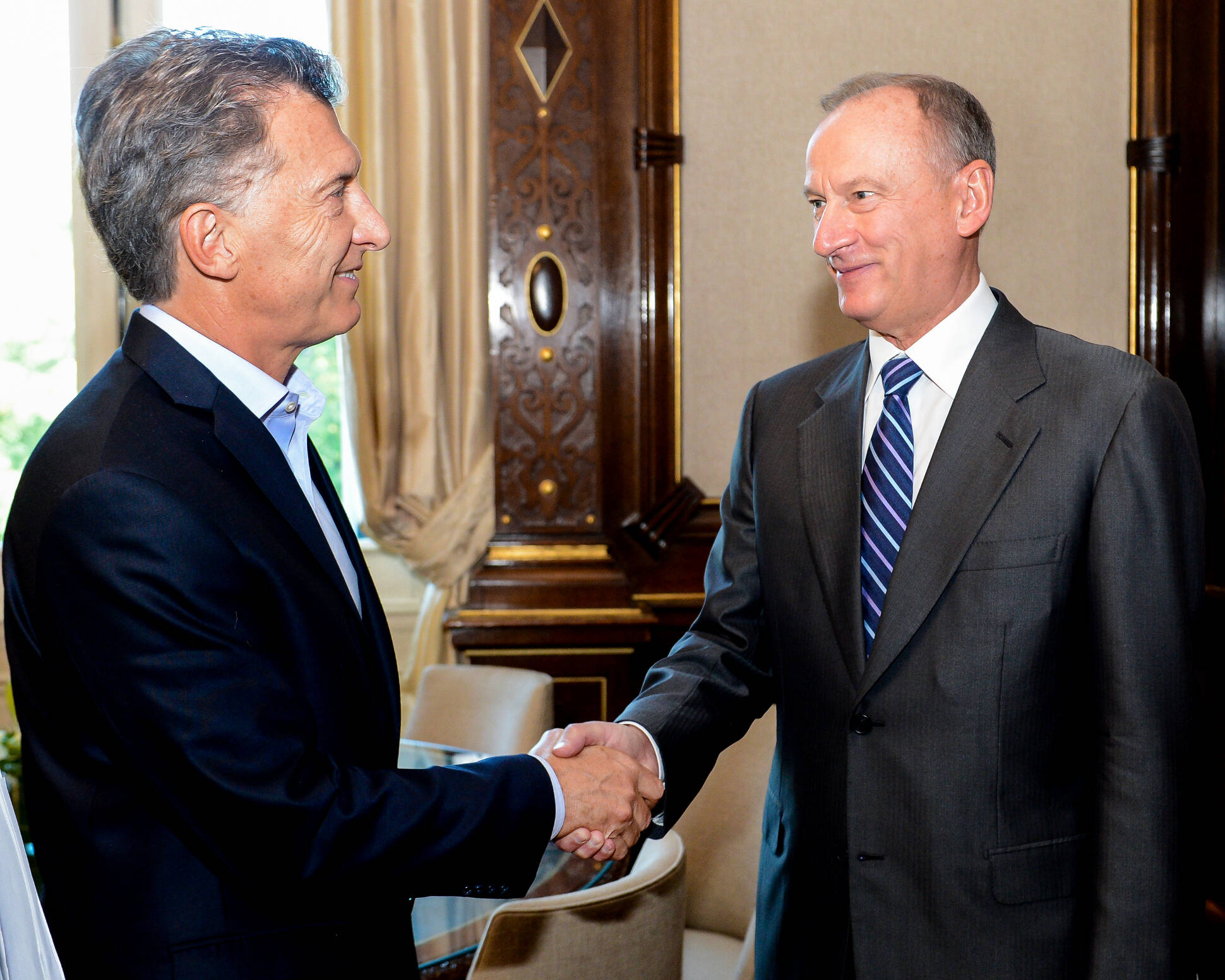
Patrušev col Presidente dell'Argentina Mauricio Macri nel dicembre 2017

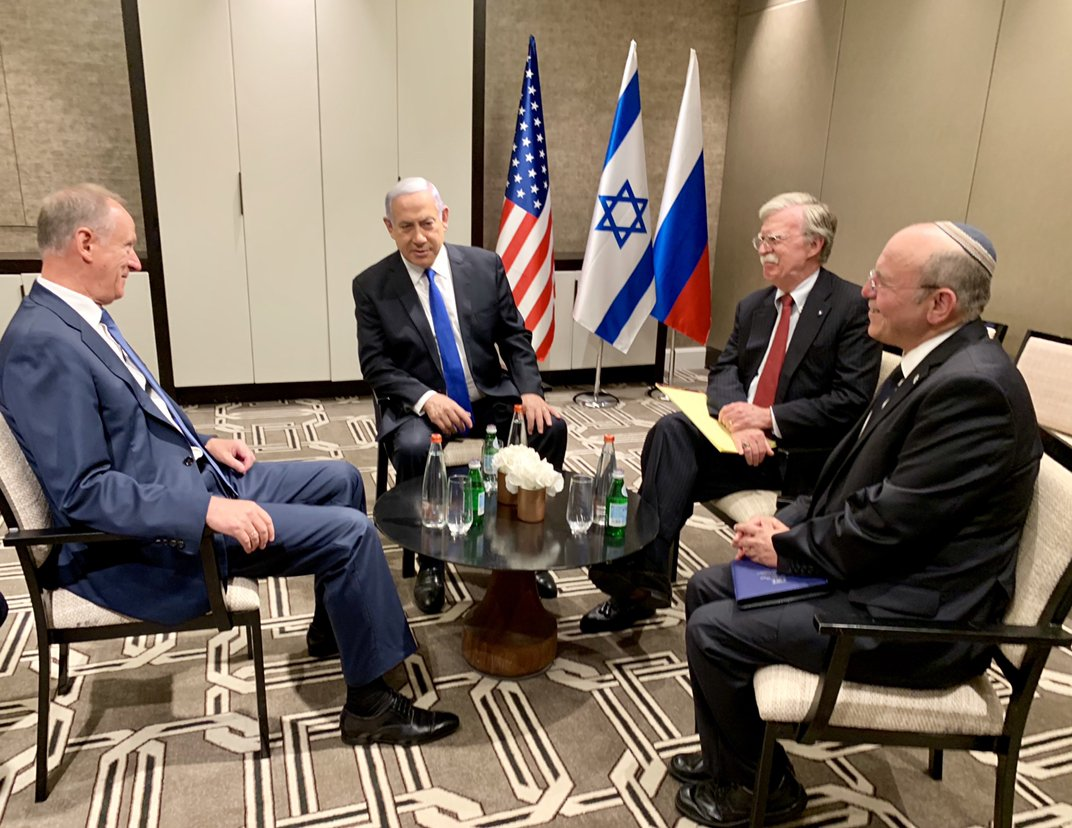
Patrušev con il Primo ministro di Israele Benjamin Netanyahu e John R. Bolton nel giugno 2019

Dal 2008 a maggio 2024 Patrušev è stato segretario del Consiglio di sicurezza della Federazione Russia.
Dopo l'annessione della Crimea da parte della Federazione Russa, Patrušev è stato inserito nella lista degli uomini politici russi sanzionati dall'Unione europea.
Dopo il fallimento del colpo di Stato dell'ottobre 2016 in Montenegro, Patrušev è stato citato da alcuni esperti, tra cui Mark Galeotti, come l'uomo di punta del Cremlino per i Balcani, interpretando ciò come indice dell'approccio sempre più intransigente della Russia nella regione e della crescente importanza di quest'ultima nella strategia di politica estera della Russia.
Secondo un post sull'account Instagram di Anastasija Vašukevič, Patrušev, che aveva viaggiato in Thailandia alla fine di febbraio 2018, sarebbe stato coinvolto nel suo arresto in Thailandia alla fine di febbraio 2018.
Nell'aprile 2018, gli Stati Uniti hanno imposto sanzioni a lui e ad altri 23 cittadini russi.
Nel gennaio 2021, ha affermato che "l'Occidente ha bisogno" del politico dell'opposizione russa Alexei Navalny "per destabilizzare la situazione in Russia, per sconvolgimenti sociali, proteste e nuovi Maidan".
Patrushev è stato nell'aggiornamento della strategia di sicurezza nazionale della Russia, pubblicata nel maggio 2021. Afferma che la Russia potrebbe usare "metodi forti" per "contrastare o scongiurare azioni ostili che minacciano la sovranità e l'integrità territoriale della Federazione Russa".
Il 19 settembre 2022, durante la sua visita in Cina, ha descritto il "rafforzamento di una partnership globale e di una cooperazione strategica con Pechino come una priorità incondizionata della politica estera della Russia". Ha affermato che sia la Cina che la Russia chiedono "un ordine mondiale più giusto".
Il 18 novembre 2022, si è recato a Teheran dove ha incontrato il presidente iraniano Ebrahim Raisi e il massimo funzionario della sicurezza Ali Shamkhani. 
Il 21 novembre 2022, ha invitato il ministro della Pubblica sicurezza vietnamita Tô Lâm a Mosca per rafforzare la cooperazione in materia di sicurezza tra Russia e Vietnam.
Il 31 gennaio 2023, ha incontrato il ministro degli Esteri egiziano Sameh Shoukry a Mosca.
Il 21 febbraio 2023, ha ospitato il membro del Politburo del PCC Wang Yi a Mosca e ha preparato il terreno per la visita del segretario generale del PCC Xi Jinping in Russia nel marzo 2023. Patrushev ha affermato che "nel mezzo di una campagna dell'Occidente per scoraggiare sia la Russia che la Cina, è particolarmente importante approfondire ulteriormente il coordinamento e la cooperazione russo-cinese nell'arena internazionale".
Nel febbraio e marzo 2023, ha visitato Algeria, Venezuela e Cuba.
Il 29 marzo 2023, Patrushev si è recato a Nuova Delhi e ha incontrato il primo ministro indiano Narendra Modi.
Nel settembre 2023, ha espresso sostegno alle politiche cinesi riguardo a Hong Kong, Xinjiang e Taiwan.
In un'intervista del 14 ottobre 2023 al periodico russo Izvestia ha dichiarato che la Russia si appresta a rivisitare la propria dottrina nucleare, che per l'ultima volta era stata emendata nel 2000.
Nel febbraio 2024, ha incontrato i capi di stato di Nicaragua, Bolivia, Cuba e Venezuela.

### Invasione dell'Ucraina (2022)
Alla fine di gennaio 2022, durante una visita in occasione dell'anniversario della fine dell'assedio di Leningrado durante la seconda guerra mondiale, Patrušev ha dichiarato: "Non vogliamo la guerra. Non ne abbiamo affatto bisogno"." Il 30 gennaio ha negato le accuse secondo cui la Russia avrebbe pianificato di invadere l'Ucraina, descrivendo le affermazioni come "completamente assurde".
Fonti affermano che la decisione di invadere l'Ucraina è stata presa da Putin e da un piccolo gruppo di "falchi" attorno a lui, tra cui Patrušev e il ministro della Difesa russo Sergej Šojgu.  Secondo l'esperta del regime Putin, Catherine Belton, è stato "Patrušev che è sempre stato l'ideologo principale dell'uso del capitalismo come strumento per indebolire l'Occidente per comprare e corrompere funzionari e così via. E sicuramente ha dipinto l'Occidente come nemico ostile della Russia e qualcosa che è un po' dissoluto e decrepito, ed è ora di attaccare l'Ucraina nel 2022".
Il 26 aprile 2022, Patrušev ha predetto che l'Ucraina sarebbe crollata e sarebbe stata suddivisa in diversi stati a causa di quello che ha definito un tentativo degli Stati Uniti di usare Kiev per minare la Russia. Ha ricordato la "denazificazione" e ha affermato che "usando i loro scagnozzi a Kiev, gli americani, nel tentativo di sopprimere la Russia, hanno deciso di creare un antipodo del nostro paese, scegliendo cinicamente l'Ucraina per questo, cercando di dividere essenzialmente un solo popolo. Il risultato della politica dell'Occidente e del regime di Kiev non può che essere la disintegrazione dell'Ucraina in diversi Stati". Washington ha risposto che Mosca era arrabbiata per il fatto che l'Ucraina avesse abbracciato l'Occidente nel desiderio di aderire all'UE e alla NATO.
Ha affermato che l'Occidente "ha già rilanciato il mercato ombra per l'acquisto di organi umani dalle fasce socialmente vulnerabili della popolazione ucraina per operazioni di trapianto clandestino di pazienti europei".

### Assistente presidenziale
Il 12 maggio 2024 è stato sollevato dalla carica di segretario del Consiglio di sicurezza della Federazione Russa con decreto presidenziale in relazione al trasferimento ad un altro incarico. A seguito della quinta inaugurazione di Putin a Patrushev fu offerto di diventare assistente presidenziale responsabile della costruzione navale.

## Opinioni politiche
Nel dicembre 2000, nell'anniversario della fondazione della polizia segreta bolscevica, la Čeka, è stata pubblicata su un quotidiano nazionale russo una sua intervista: in difesa della tendenza emergente di cooptare ufficiali dell'apparato di sicurezza e dell'intelligence in alte cariche governative, Patrušev ha osservato che i suoi colleghi dell'FSB non «lavoravano per soldi [...] [loro] sono, se volete, la moderna 'neo-nobiltà'» ("современные «неодворяне»"). Il termine "nuova nobiltà" è stato in seguito sempre più utilizzato, come nel libro omonimo La nuova nobiltà.
Patrušev crede che gli Stati Uniti «preferirebbero di gran lunga che la Russia non esistesse per nulla».  Aggiungendo come spiegazione: «Perché possediamo grandi risorse [naturali]. Gli americani credono che le controlliamo illegalmente e immeritatamente perché, a loro avviso, non le usiamo come dovrebbero essere usate».
Patrušev ha anche fatto riferimento a un'ipotetica affermazione di Madeleine Albright secondo la quale «né l'Estremo Oriente né la Siberia appartengono alla Russia». Secondo il New York Times tuttavia, non esiste alcuna registrazione ufficiale di tale affermazione; può invece essere fatta risalire a un impiegato dall'FSB che sosteneva «di aver letto i pensieri nella mente della Albright mentre era in uno stato di trance».
Secondo Patrušev, la rivoluzione ucraina del 2014 sarebbe stata avviata dagli Stati Uniti.
Nel giugno 2019, Patrušev ha affermato che l'Iran «è sempre stato e rimane nostro alleato e partner».
Ben Noble, professore associato di politica russa all'University College di Londra, descrive Patrušev come «il falco più falco, che pensa che l'Occidente abbia cercato per anni di sopraffare la Russia».

## Vita privata
È sposato con Elena Nikolaevna Patruševa (nata nel 1955), medico di diagnostica ecografica, ex dipendente di Vnešekonombank. Nel 1993 la donna, insieme a Boris Gryzlov e altri compagni di classe e colleghi del marito, è diventata la fondatrice di Borg LLP, specializzata nell'esportazione di rottami metallici.
Il loro figlio maggiore, Dmitrij, è un banchiere, ministro dell'agricoltura della Russia dal 18 maggio 2018. Il figlio minore, Andrej, si è laureato nel 2003 presso l'Accademia FSB dove ha studiato legge con il suo compagno di classe Pavel Fradkov, che è il figlio di Michail Fradkov, e ha lavorato in ruoli dirigenziali presso Gazprom Neft.
Nel gennaio 2007, Nikolai Patrušev e suo fratello, Viktor Platonovič Patrušev (in russo Виктор Платонович Патрушев?), si unirono alla spedizione dell'esploratore polare Artur Čilingarov, che volò su due elicotteri in Antartide e visitò il Polo Sud e la stazione di Amundsen-Scott.